# Natalia Karbabian
Natalia Anush Karbabian (Buenos Aires, 1982) es una artista, arquitecta e ilustradora argentina de origen armenio.

## Biografía
Estudió arquitectura en la Facultad de Arquitectura, Diseño y Urbanismo de la Universidad de Buenos Aires. Se especializó en Investigación Proyectual con orientación a viviendas.

### Ilustro Para No Olvidar
Desde 2022 ilustra edificios patrimoniales de la ciudad de Buenos Aires que se encuentran en riesgo de demolición o demolidos por falta de protección, que publica bajo el nombre Ilustro Para No Olvidar. Su obra se expuso en el Ministerio de Educación y en el CCK. 
El 20 de agosto de 2024 el secretario de Desarrollo Urbano de la Ciudad de Buenos Aires, Álvaro García Resta, se refirió despectivamente a su trabajo en una audiencia pública.